# Полс-Веллі (Оклахома)
Полс-Веллі (англ. Pauls Valley) — місто (англ. city) в США, в окрузі Гарвін штату Оклахома. Населення — 5992 особи (2020).

## Географія
Полс-Веллі розташований за координатами 34°43′40″ пн. ш. 97°14′12″ зх. д. / 34.72778° пн. ш. 97.23667° зх. д. (34.727658, -97.236606).  За даними Бюро перепису населення США в 2010 році місто мало площу 22,59 км², з яких 22,16 км² — суходіл та 0,43 км² — водойми.

## Демографія
Згідно з переписом 2010 року, у місті мешкало 6187 осіб у 2534 домогосподарствах у складі 1505 родин. Густота населення становила 274 особи/км².  Було 2988 помешкань (132/км²).
Расовий склад населення:
| - 73,0 % — білих - 6,7 % — корінних американців - 6,0 % — чорних або афроамериканців - 0,9 % — азіатів - 6,3 % — осіб інших рас |

До двох чи більше рас належало 7,1 %. Частка іспаномовних становила 12,7 % від усіх жителів.
За віковим діапазоном населення розподілялося таким чином: 24,3 % — особи молодші 18 років, 60,0 % — особи у віці 18—64 років, 15,7 % — особи у віці 65 років та старші. Медіана віку мешканця становила 37,4 року. На 100 осіб жіночої статі у місті припадало 91,3 чоловіків;  на 100 жінок у віці від 18 років та старших — 88,9 чоловіків також старших 18 років.
Середній дохід на одне домашнє господарство  становив 50 947 доларів США (медіана — 36 728), а середній дохід на одну сім'ю — 65 184 долари (медіана — 47 813). Медіана доходів становила 37 120 доларів для чоловіків та 30 496 доларів для жінок. За межею бідності перебувало 21,7 % осіб, у тому числі 25,1 % дітей у віці до 18 років та 11,4 % осіб у віці 65 років та старших.
Цивільне працевлаштоване населення становило 2435 осіб. Основні галузі зайнятості: освіта, охорона здоров'я та соціальна допомога — 22,3 %, виробництво — 18,0 %, роздрібна торгівля — 14,9 %.